# 842

## Nașteri
- dată necunoscută: Regino de Prüm  (d. 915)

## Decese
- 20 ianuarie: Teofil Iconoclastul împărat bizantin (n. 813)
- 5 ianuarie: Al-Mu'tasim  (n. 796)
- 20 noiembrie: Grigorie Decapolitul  (n. 797)